# Jiangsu
Jiangsu (en chino, 江苏; pinyin, Jiāngsūⓘ) es una provincia de la República Popular China, cuya capital es Nankín. Limita al norte con Shandong, al este con el mar Amarillo (mar de la China Oriental), al sur con Shanghái y Zhejiang, y al oeste con Anhui. Con casi 85 millones de habitantes, es la cuarta más poblada del país, solo por detrás de Cantón, Shandong y Henan.
La provincia está compuesta mayoritariamente de llanuras que ocupan el 68 % del total del territorio. El clima es subtropical, con estaciones bien definidas. La zona se ve afectada con frecuencia por tifones.
La provincia es una de las más prósperas de China. El clima lluvioso facilita el cultivo del arroz que se concentra sobre todo en el delta del río Yangtsé. Otros productos agrícolas que se producen en la zona son trigo, sorgo y maíz. Es un importante productor de gusanos de seda. Además, sus costas son de una gran riqueza en pesca. Jiangsu tiene depósitos de carbón, petróleo y gas natural. Las industrias principales son las textiles, químicas y alimenticias.

## División administrativa
| Mapa | #           | Nombre   | Hanzi           | Hanyu Pinyin        | Tipo |
| ---- | ----------- | -------- | --------------- | ------------------- | ---- |
|      |             |          |                 |                     |      |
| 1    | Nankín      | 南京市   | Nánjīng Shì     | Ciudad subprovincia |      |
| 2    | Changzhou   | 常州市   | Chángzhōu Shì   | Ciudad-prefectura   |      |
| 3    | Huai'an     | 淮安市   | Huái'ān Shì     | Ciudad-prefectura   |      |
| 4    | Lianyungang | 连云港市 | Liányúngǎng Shì | Ciudad-prefectura   |      |
| 5    | Nantong     | 南通市   | Nántōng Shì     | Ciudad-prefectura   |      |
| 6    | Suqian      | 宿迁市   | Sùqiān Shì      | Ciudad-prefectura   |      |
| 7    | Suzhou      | 苏州市   | Sūzhōu Shì      | Ciudad-prefectura   |      |
| 8    | Taizhou     | 泰州市   | Tàizhōu Shì     | Ciudad-prefectura   |      |
| 9    | Wuxi        | 无锡市   | Wúxī Shì        | Ciudad-prefectura   |      |
| 10   | Xuzhou      | 徐州市   | Xúzhōu Shì      | Ciudad-prefectura   |      |
| 11   | Yancheng    | 盐城市   | Yánchéng Shì    | Ciudad-prefectura   |      |
| 12   | Yangzhou    | 扬州市   | Yángzhōu Shì    | Ciudad-prefectura   |      |
| 13   | Zhenjiang   | 镇江市   | Zhènjiāng Shì   | Ciudad-prefectura   |      |